# Julen Aguinagalde Aquizu
Julen Aguinagalde Aquizu (Irún, Guipúzcoa 8. prosinca 1982.) je španjolski rukometaš. Igra na poziciji kružnog napadača. Španjolski je reprezentativac.  Trenutačno igra za španjolski klub klub Ciudad Real. Još je igrao za Bidasou i Ademar Leon.
S Ciudad Realom je osvojio španjolsko prvenstvo 2009./2010.

## Vanjske poveznice
- Aguinagalde in der Datenbank des Europapokals